# ルノー・ダスター・オロチ
ルノー・ダスター・オロチ (Renault Duster Oroch) は、ルノー傘下のルーマニアの自動車メーカー、 ダチアが製造し、ルノーが販売するピックアップトラックである。
4つのドア、5人の乗客のためのスペース、 680キログラム (1,499 lb)耐荷重および683リットル (150 imp gal; 180 US gal)リアボリューム
Dacia Duster SUVをベースに、ホイールベースを155ミリメートル (6.1 in)および全長は4.70メートル (15.4 ft) 。これは最初のルノーバッジ付きピックアップであり、サイズ、スペース、ドアの点でピックアップトラックの新しいサイズクラスを実現

## 概要
ルノーグループの低価格車種であり、アフリカなどの地域で販売されている。また2020年には、ダチアブランドで、ダチア・ダスターピックアップが発売された。

## 沿革

### 初代（2015年 -）
2014年に発表され、2015年に発売。ダチア・ダスターの派生車種として登場。メカニズムに関しては日産・BプラットフォームをベースとしたB0プラットフォームが採用され、H4M型1.6Lガソリンエンジンもしくは2種類のK9K型1.5Lディーゼルエンジン（85hpと100hp）を用意。なお、ディーゼルの85hpの2WD車は、CO2排出量140g/km以下という環境性能を実現している。 4WDシステムは、日産・エクストレイルやルノー・コレオスなどと同じオールモード4×4-iを採用。 ボディサイズは全長4,700×全幅1,821mmとし、最低地上高は200mm以上、アプローチアングルは30度、ディパーチャーアングルは35度以上を確保することで走破性を高めている。